# 国立病院機構鹿児島医療センター
独立行政法人国立病院機構鹿児島医療センター（どくりつぎょうせいほうじんこくりつびょういんきこうかごしまいりょうせんたー）は、鹿児島県鹿児島市城山町にある医療機関。独立行政法人国立病院機構が運営する病院である。旧国立病院九州循環器病センター。政策医療分野における循環器病の基幹医療施設、がんの専門医療施設であるほか、エイズも手掛けており、地域がん診療連携拠点病院、エイズ治療拠点病院の指定を受ける。

## 沿革
- 1945年12月1日 - 軍部より厚生省に移管、国立鹿児島病院として発足。
- 1981年4月1日 - 国立南九州中央病院となる。
- 2000年7月1日 - 国立南九州中央病院と国立療養所霧島病院を統合、国立病院九州循環器病センターとして発足[注釈 1]。
- 2001年1月6日 - 厚生労働省に移管。
- 2004年4月1日 - 独立行政法人国立病院機構に移行、独立行政法人国立病院機構九州循環器病センターに改称。
- 2006年4月1日 - 現名称に改称。
- 2018年4月1日 - 鹿児島逓信病院から病院機能が譲渡[1]。

## 診療科
- 第一循環器科
- 第二循環器科
- 心臓血管外科
- 脳血管内科（神経内科）
- 脳神経外科
- 小児科
- 血液内科
- 糖尿病・内分泌内科
- 消化器内科
- 外科
- 泌尿器科
- 産婦人科
- 耳鼻咽喉科
- 放射線科
- 麻酔科
- リハビリテーション科
- 臨床病理科
- 眼科

各種部門
- 臨床研究部
- 看護部
- 薬剤科
- 臨床検査科
- 放射線室
- 栄養管理室

## 医療機関の指定等
- 保険医療機関
- 救急告示医療機関
- 労災保険指定医療機関
- 更生医療指定医療機関
- 育成医療指定医療機関
- 身体障害者福祉法指定医の配置されている医療機関
- 生活保護法指定医療機関
- 結核指定医療機関
- 指定養育医療機関
- 戦傷病者特別援護法指定医療機関
- 原子爆弾被害者一般疾病医療取扱医療機関
- 地域医療支援病院
- 臨床研修指定病院
- がん診療連携拠点病院
- エイズ治療拠点病院
- 特定疾患治療研究事業委託医療機関
- DPC対象病院
- 小児慢性特定疾患治療研究事業委託医療機関

## 先進医療
以下の先進医療の実施がある。
- エキシマレーザー冠動脈形成術

## 交通アクセス
- 鹿児島市電1系統・2系統市役所前停留場下車、徒歩5分。
- JR九州鹿児島本線・日豊本線鹿児島駅下車、徒歩15分。